# Línea 83 (EMT Madrid)
La línea 83 de la EMT de Madrid une Moncloa con el Barrio de La Paz.

## Historia
La línea empezó circulando el 1 de enero de 1975 entre Moncloa y la Ciudad de los Periodistas, siendo ampliada en abril de 1980 hasta el Barrio del Pilar propiamente dicho y estableciendo su cabecera en el barrio de La Paz (Fuencarral-El Pardo).
En el año 2014 la línea 83 suspendió su servicio en domingos y festivos, fruto de una decisión del Consorcio de Transportes que afectó a 8 líneas de EMT Madrid. Esta decisión fue revertida en 2018, cuando todas las líneas recuperaron el servicio habitual.
Desde el 5 de mayo de 2023 la línea pasa de denominarse Moncloa-Barrio del Pilar a Moncloa-Barrio de La Paz.

## Características

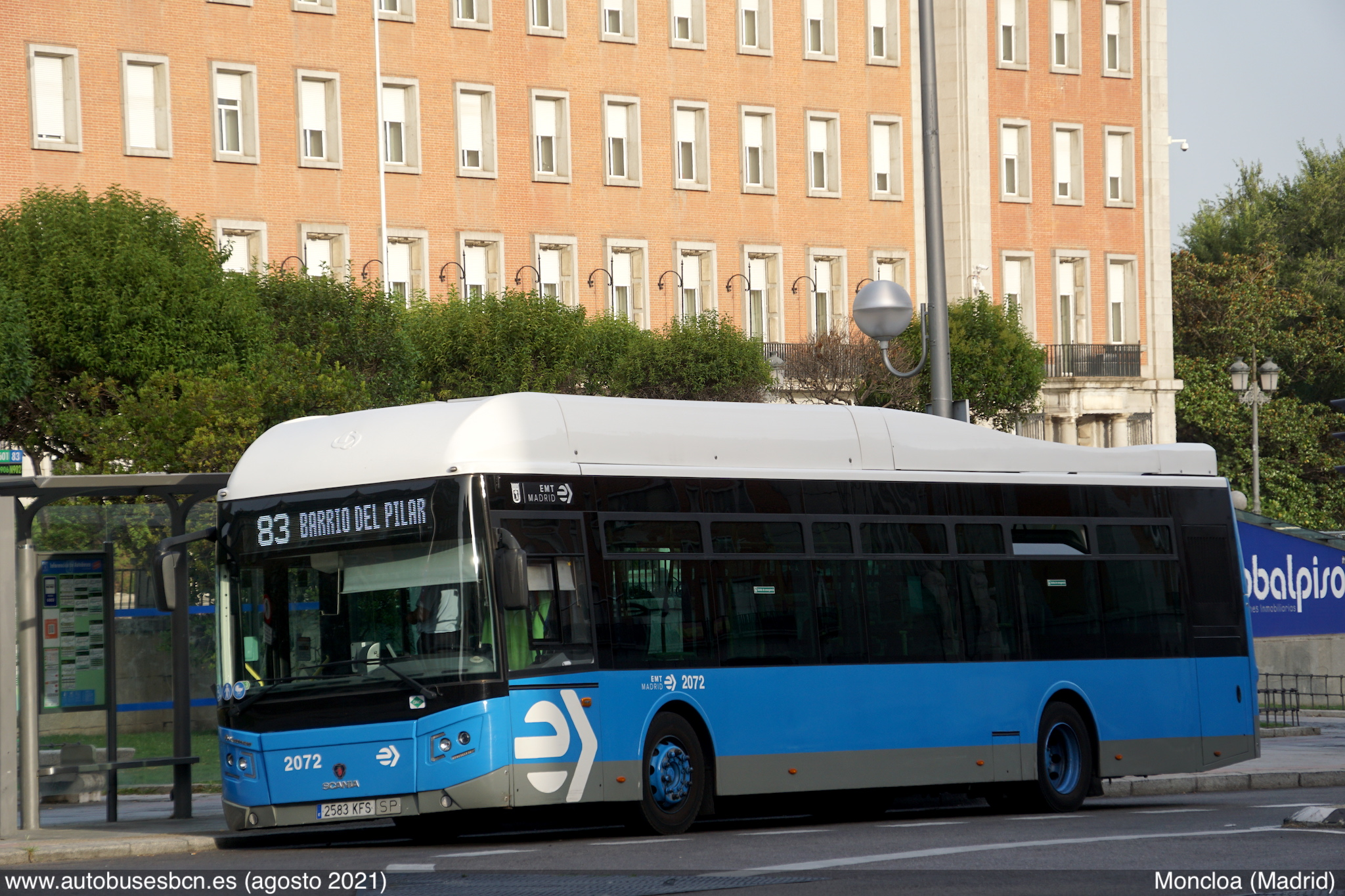
83 en Moncloa (Madrid), agosto de 2021.

A través de la parte inicial de la A-6, un tramo de la M-30 y la Carretera de la Playa (Avda. Cardenal Herrera Oria), esta línea acerca el Barrio del Pilar a la Ciudad Universitaria y el intercambiador de Moncloa.
Esta línea comparte gran parte de su recorrido con la línea 133, complementándose en el tramo que discurre entre Moncloa y la calle Fermín Caballero.

### Frecuencias
| Lunes a viernes laborables       |               |
| De 6:00 a 7:00                   | 10-13 minutos |
| De 7:00 a 20:00                  | 6-11 minutos  |
| De 20:00 a 23:00                 | 10-15 minutos |
| Sábados laborables               |               |
| De 6:00 a 11:00 De 20:00 a 23:00 | 13-24 minutos |
| De 11:00 a 20:00                 | 13-15 minutos |
| Domingos y festivos              |               |
| De 7:00 a 11:00                  | 14-21 minutos |
| De 11:00 a 20:00                 | 13-16 minutos |
| De 20:00 a 23:00                 | 15-26 minutos |

## Recorrido y paradas

### Sentido Barrio de La Paz
La línea inicia su recorrido en la calle Arcipreste de Hita, cerca del intercambiador de Moncloa, circulando hasta el final de la misma, gira a la derecha por la calle Meléndez Valdés y de nuevo a la derecha por la calle de la Princesa. Pasa por delante del Cuartel General del Ejército del Aire y la Junta Municipal de Distrito de Moncloa-Aravaca y sigue de frente en dirección a la A-6.
La línea circula por esta autovía parando junto a varios centros de la Ciudad Universitaria situados en los márgenes de la A-6 hasta que toma la salida 7 en dirección a la M-30 y El Pardo.
A continuación, circula por la M-30 hasta la salida de la Avenida del Cardenal Herrera Oria, por la que se desvía para incorporarse a esta avenida, también conocida como Carretera de la Playa. La línea recorre la avenida durante varios km hasta llegar a la intersección con la calle Isla de Arosa, donde gira a la derecha para circular por ella entrando en el Barrio del Pilar.
Dentro del Barrio del Pilar circula por las calles Isla de Arosa, Fermín Caballero, Avenida de Betanzos y Avenida de Monforte de Lemos, abandonando esta última para girar a la izquierda por la calle Finisterre, ya situada en el barrio de La Paz.
Dentro del barrio de La Paz, la línea circula por las calles Finisterre, Pedro Rico, Narcís Monturiol y Sangenjo, donde tiene su cabecera en el cruce con la calle Fermín Caballero.
| Código | Parada                             | Común con           | Conexiones con Metro | Otros |
| ------ | ---------------------------------- | ------------------- | -------------------- | ----- |
| 6003   | MONCLOA-MINISTERIO DEL AIRE        |                     | Moncloa              |       |
| 3688   | Moncloa                            | 82 132 133          | Moncloa              |       |
| 1330   | Cardenal Cisneros                  | 133 160 161 162 164 |                      |       |
| 1332   | Escuela Agronómica                 | 133 162 164         |                      |       |
| 1334   | Palacio de la Moncloa              | 133 162 164         |                      |       |
| 1336   | Estadística-Geografía e Historia   | 133 162             |                      |       |
| 1338   | Veterinaria                        | 133 162 164         |                      |       |
| 1340   | Carretera de El Pardo              | 133                 |                      |       |
| 1341   | Parque Deportivo Puerta de Hierro  | 133 164 815         |                      |       |
| 1343   | Instituto Llorente                 | 133 164 815         |                      |       |
| 5793   | Escuela ESCP                       | 133 164 815         |                      |       |
| 1347   | Fuentemilanos                      | 133 179 815         |                      |       |
| 1349   | Herrera Oria-Arroyofresno          | 133                 |                      |       |
| 1351   | Herrera Oria-Gascones              | 133 179 815         |                      |       |
| 1352   | Herrera Oria-Camino Fuencarral     | 133 179 815         |                      |       |
| 1354   | Herrera Oria-Islas Marquesas       | 64 133 179 815      |                      |       |
| 5456   | Herrera Oria-Gómez de la Serna     | 64 133              |                      |       |
| 1356   | Herrera Oria-Isla de Arosa         | 64 133              |                      |       |
| 1358   | Isla de Arosa                      | 133                 |                      |       |
| 1359   | Fermín Caballero-Betanzos          | 67 127 133          |                      |       |
| 1362   | Betanzos-Avenida de la Ilustración |                     |                      |       |
| 1364   | Parque de La Vaguada               | 49 128 132 137      |                      |       |
| 1366   | Junta Municipal Fuencarral         | 49 128 132 137 179  |                      |       |
| 1368   | Monforte de Lemos-La Vaguada       | 49 128 132 137 179  | Barrio del Pilar     |       |
| 1370   | Monforte de Lemos-Finisterre       | 132                 |                      |       |
| 1372   | Pedro Rico-Finisterre              | 132                 |                      |       |
| 1373   | Pedro Rico-Arzobispo Morcillo      | 132 815             |                      |       |
| 1374   | Narcís Monturiol                   | 67                  |                      |       |
| 1376   | BARRIO DE LA PAZ (C/ Sangenjo, 34) | 67                  |                      |       |

### Sentido Moncloa
Partiendo de la cabecera en la intersección de la calle Sangenjo con la calle Fermín Caballero (barrio de La Paz, distrito Fuencarral-El Pardo), la línea se dirige por esta última hasta la intersección con la calle Patones, por la que baja hasta retomar la calle Sangenjo.
A partir de aquí el recorrido de vuelta es igual al de la ida pero en sentido contrario con dos excepciones:
- Circula por la calle Antonio López Aguado en lugar de la calle Pedro Rico.
- Llegando a la cabecera en Moncloa entra a la misma por la calle Fernando El Católico en lugar de Meléndez Valdés.

| Código | Parada                             | Común con                 | Conexiones con Metro | Otros |
| ------ | ---------------------------------- | ------------------------- | -------------------- | ----- |
| 1376   | BARRIO DE LA PAZ (C/ Sangenjo, 34) | 67                        |                      |       |
| 1377   | Fermín Caballero-Sangenjo          | 67                        |                      |       |
| 1378   | Patones-Sangenjo                   |                           |                      |       |
| 1375   | Narcís Monturiol                   |                           |                      |       |
| 1379   | López Aguado-Arzobispo Morcillo    | 132                       |                      |       |
| 1380   | López Aguado-Finisterre            | 132                       |                      |       |
| 1371   | Monforte de Lemos-Finisterre       | 132                       |                      |       |
| 93     | La Vaguada                         | 49 132 137 179            | Barrio del Pilar     |       |
| 1367   | Junta Municipal Fuencarral         | 49 128 132 137 179        |                      |       |
| 1365   | Parque de La Vaguada               | 49 128 132 137            |                      |       |
| 1363   | Betanzos-Avenida de la Ilustración |                           |                      |       |
| 1360   | Fermín Caballero-Betanzos          | 67 124 127 133            |                      |       |
| 1361   | Isla de Arosa                      | 124 133                   |                      |       |
| 1357   | Herrera Oria-Isla de Arosa         | 49 64 133 815             |                      |       |
| 1355   | Herrera Oria-Gómez de la Serna     | 64 133 179 815            |                      |       |
| 5652   | Herrera Oria-Islas Marquesas       | 64 133 179                |                      |       |
| 1353   | Herrera Oria-Camino Fuencarral     | 133 179 815               |                      |       |
| 1350   | Herrera Oria-Arroyofresno          | 133 179 815               |                      |       |
| 1348   | Herrera Oria-Navaluenga            | 133 179 815               |                      |       |
| 1346   | Centro de Estudios Europe          | 133 164 815               |                      |       |
| 1344   | Instituto Llorente                 | 133 164 815               |                      |       |
| 1342   | Parque Deportivo Puerta de Hierro  | 133 164                   |                      |       |
| 23     | Estadística-Geografía e Historia   | 133 162 164               |                      |       |
| 1335   | Palacio de la Moncloa              | 133 162 164               |                      |       |
| 1333   | Escuela Agronómica                 | 133 162 164               |                      |       |
| 1331   | Avenida de la Memoria              | 46 82 132 133 162 164 G U |                      |       |
| 740    | Moncloa                            | 133 164                   | Moncloa              |       |
| 6003   | MONCLOA-MINISTERIO DEL AIRE        |                           | Moncloa              |       |